# 派托曼
約瑟夫·普耶爾（法語：Joseph Pujol，1857年6月1日—1945年8月8日），藝名派托曼（法語：Le Pétomane，意為「放屁狂人」），是一名法國知名放屁師。普耶爾擁有卓越的腹肌操控能力，他能隨意的用直腸吸入和吐出空氣，以「腸風」製造各式各樣的聲音。

## 生平
普耶爾出生於馬賽，他的父母是來自加泰羅尼亞的移民，母親名叫羅絲（Rose），父親弗朗克斯‧普耶爾（François Pujol）是一名石匠兼雕塑家。
由於家境清寒，普耶爾自幼在麵包店當學徒，13歲才進小學念書，隨後從軍。在軍旅期間，普耶爾發現自己的「天賦」，並以此作為同袍間的娛樂:用直腸吸乾平底鍋裡的水，將其激射而出，噴射距離可至數呎。同時，他也能自由地以直腸吸吐空氣，製造各式聲響。同袍驚嘆之餘，為他取了「派托曼」的綽號。這個綽號也成為他之後走跳藝壇的藝名。
退伍回鄉後，普耶爾在父親的協助下開了一間麵包店，他的特殊才藝為麵包店帶來不錯的生意，也使他開始累積知名度。隨著顧客的口耳相傳，「普耶爾的嘆息」不逕而走，風靡一時。此時的普耶爾開始以表演為正職。除了馬賽，他也受邀到其他省分表演，獲得熱烈回響。1892年，普耶爾與巴黎紅磨坊簽約，成為正式藝人。
經歷長時間的鍛鍊，普耶爾的「屁技」已達爐火純青:除了用腸風吹熄蠟燭、精湛地模仿砲聲、雷鳴、撕裂布料、聲樂，他還能用各種樂器的音色演奏《我的太陽》和《馬賽曲》。
「派托曼」之名席捲西歐，成為紅磨坊的大牌藝人之一，每晚的主要時段都排上「派托曼秀」；英國國王愛德華七世、比利時國王利奧波德二世、精神分析學之父西格蒙德·佛洛伊德等名人雅士都是他的座上賓，其身價甚至超越當紅女星莎拉·伯恩哈特:當時伯恩哈特在紅磨坊的每週票房收入是8000法郎，而普耶爾卻高達20000法郎。
1894年，普耶爾為了幫助經濟困難的好友，在好友的薑餅店前即興表演以招攬客人，違反了與紅磨坊的合約，而被罰款3000法郎。隨後他離開紅磨坊成為獨立藝人，以「蓬巴杜劇場」的名號在各地巡迴演出。他持續鍛鍊屁技，表演內容以鄉野故事與農村情調為主題，以腸風模仿農場動物的叫聲，獲得農民觀眾的熱烈好評。
1914年，第一次世界大戰爆發。普耶爾震驚於戰爭的恐怖與人性的醜惡，於是選擇退隱，回到故鄉馬賽的麵包店，結束他20多年的演藝人生。他在晚年於土倫開了一間餅乾工廠，並在1945年去世，享年88歲。他的遺體被葬在瓦爾的拉瓦萊特。

## 生後影響
普耶爾過世後，索邦大學一度與其親人交涉，希望取得普耶爾的遺體進行研究，但並沒有成功；他傳奇般的一生激發後世許多藝術家的靈感；其生平被改編為音樂劇、舞台劇、小說與電影。